# Nesomyrmex echinatinodis
Nesomyrmex echinatinodis is een mierensoort uit de onderfamilie van de Myrmicinae. De wetenschappelijke naam van de soort is voor het eerst geldig gepubliceerd in 1886 door Auguste Forel.